# Williamina Fleming
Williamina Paton Stevens Fleming (Dundee, 15 maggio 1857 – Boston, 21 maggio 1911) è stata un'astronoma britannica naturalizzata statunitense.
È nota per il suo lavoro sulla classificazione degli spettri stellari e per aver stabilto i primi standard fotografici utilizzati per misurare la luminosità variabile delle stelle. Studiò decine di migliaia di fotografie di corpi celesti utilizzando una tecnica che poi prese il nome di Pickering-Fleming System. Durante il suo lavoro scoprì 10 novae, 52 nebulose e centinaia di stelle variabili.

## Biografia
Nata a Dundee, in Regno Unito, il 15 maggio 1857 da Robert Stevens e Mary Walker Stevens, frequentò la scuola pubblica nella città. Si sposò all'età di 21 anni con James Orr Fleming, con il quale si trasferì negli Stati Uniti stabilendosi a Boston, Massachusetts. Mentre era incinta del suo primo e unico figlio, Edward, il marito la abbandonò e dovette cercare lavoro per mantenere se stessa e il proprio figlio.
Trovò occupazione come cameriera in casa dell'astronomo Edward Charles Pickering, il quale, deluso dai propri collaboratori presso l'Harvard College Observatory, affermò che la propria cameriera avrebbe svolto un lavoro sicuramente migliore di loro. Nel 1881 Pickering assunse la Fleming presso l'osservatorio come impiegata negli uffici. La sua assunzione si rivelò determinante, in quanto diede un forte aiuto nella classificazione stellare assegnando delle lettere in base alla quantità di idrogeno riscontrabile nel loro spettro: le stelle classificate come A sono le più ricche di idrogeno, quelle di classe B meno ricche, e così via. In seguito Annie Jump Cannon avrebbe implementato questo sistema con lo sviluppo di una classificazione più semplice, in base alla temperatura superficiale.
La Fleming contribuì alla catalogazione delle stelle che in seguito sarebbero state pubblicate dal Catalogo Henry Draper: in nove anni catalogò oltre 10.000 stelle. Durante il suo lavoro, scoprì 59 nebulose, oltre 310 stelle variabili e 10 novae; nel 1907 pubblicò un catalogo di 222 stelle variabili da lei scoperte.
Nel 1888 la Fleming scoprì la Nebulosa Testa di Cavallo, descrivendo la nebulosa brillante (nota oggi come IC 434) e fornendone le coordinate. William Pickering, che scattò una foto dell'oggetto, ipotizzò che si trattasse di una nube di polveri oscure. Le pubblicazioni successive diedero l'impressione di voler nascondere la reale paternità della scoperta, dato che l'autore del primo dei due Index Catalogue, John Dreyer, eliminò il nome della Fleming dalla lista di oggetti, che risultavano così scoperti da altri. Nella seconda edizione dell'Index Catalogue, nel 1908, il nome della Fleming riapparve.
La Fleming fu messa alla testa di un gruppo di decine di donne incaricate di eseguire delle classificazioni matematiche, riservandosi di editare le pubblicazioni dell'osservatorio; tra le sue pubblicazioni, si annoverano   A Photographic Study of Variable Stars  (1907) e  Spectra and Photographic Magnitudes of Stars in Standard Regions  (1911).
Morì a Boston il 21 maggio 1911 a causa di un attacco di polmonite.

## Riconoscimenti e onorificenze
- Curatrice delle fotografie astronomiche ( Curator of Astronomical Photographs ) nel 1899.
- Socio onorario della Royal Astronomical Society di Londra nel 1906; fu la prima donna americana a ricevere tale riconoscimento.
- Membro onorario del Wellesley College.
- Medaglia Guadalupe Almendaro dalla Società astronomica del Messico (1911) per la sua scoperta di nuove stelle.
- Il cratere Fleming sulla Luna (assieme anche al biologo Alexander Fleming).
- Le è stato dedicato un asteroide, 5747 Williamina [3].